# Grand Prix de Vals-les-Bains
Le Grand Prix de Vals-les-Bains est une ancienne course cycliste française, organisée de 1949 à 1959.
Vals-les-Bains est une commune française située dans le département de l'Ardèche en région Auvergne-Rhône-Alpes.

## Palmarès
| Année | Vainqueur        | Deuxième         | Troisième           |
| ----- | ---------------- | ---------------- | ------------------- |
| 1949  | René Zanta       | Lucien Boluda    | Dominique Donatella |
| 1950  | Adolphe Pezzuli  | Henri Chardonnet | Victor Fraccaro     |
| 1951  | Angelo Colinelli | Siro Bianchi     | Adolphe Ferrigno    |
| 1952  | Albert Chaumarat | Jacques Soquet   | Roger Walkowiak     |
| 1953  | Jean Forestier   | Gino Sciardis    | Alexandre Sowa      |
| 1954  | Jean Forestier   | Marcel Buzzi     | Angelo Colinelli    |
| 1955  | Jean Dacquay     | Jean Cottalorda  | Lucien Fliffel      |
| 1956  | René Privat      | Jean Dacquay     | Raymond Meyzenq     |
| 1957  | Philippe Agut    | Robert Ducard    | Max Cohen           |
| 1958  | Lucien Fliffel   | Pierre Polo      | Philippe Agut       |
| 1959  | Jean Anastasi    | Francis Anastasi | Raymond Elena       |

## Liens interne et externes
- Liste des courses cyclistes disparues en France
- Grand Prix de Vals-les-Bains sur siteducyclisme.com
- Grand Prix de Vals-les-Bains sur memoire-du-cyclisme.eu